# Nannastacus spinulosus
Nannastacus spinulosus är en kräftdjursart som beskrevs av Gamo 1962. Nannastacus spinulosus ingår i släktet Nannastacus och familjen Nannastacidae. Inga underarter finns listade i Catalogue of Life.